# Generalmajor (Österreichisches Bundesheer)
Generalmajor (izvirno nemško Generalmajor; okrajšava GenMjr) je drugi najnižji (dvozvezdni) generalski vojaški čin v Avstrijskih oboroženih silah; spada v Natov razred OF-07. Nadrejen je činu brigadirja in podrejen činu generalporočnika.
Potem, ko je Avstrija leta 1955 ponovno postala samostojna in neodvisna, je bil ponovno ustanovljen čin generalmajorja. V letih 1980-2003 ga je zamenjal naziv Divisionär, pri čemer pa so tudi v tem času častnike povišali v čin generalmajorja. 
Do leta 1980 je bila oznaka čina ena šesterokotna zvezda, od takrat pa do danes pa je oznaka čina sestavljena iz dveh šesterokrakih zvezd. Narokavna oznaka čina (za slovestno uniformo) je sestavljena iz enega širokega in dveh ozkih trakov.

## Oznake
- Službena epoletna oznaka
- Slovestna epoletna oznaka
- Narokavna oznaka